# Strålerør
Et strålerør er anbragt for enden af en brandslange og benyttes af brandmanden til at dirigere vandet mod det, der brænder eller skal nedkøles i forbindelse med brandslukning. Strålerør kan også benyttes til f.eks. at spule gaden. 
Strålerør findes som glatte strålerør og som hanerør, dvs. de er forsynet med en hane, med hvilken man kan lukke for vandet eller på mange moderne strålerør skifte mellem samlet stråle eller spredt stråle. 
Nogle strålerør har en udskiftelig dyse, så man kan nedregulere mængden af vand, der sprøjtes. Strålerør findes i forskellige dimensioner svarende til dimensionerne af brandslangerne. 